# Cezura
Cezura ist ein spanischer Ort in der Provinz Palencia der Autonomen Gemeinschaft Kastilien und León. Der Ort gehört zu Pomar de Valdivia, er liegt als Exklave der Provinz Palencia in Kantabrien. Cezura ist über die Straße PP-6300 zu erreichen.

## Sehenswürdigkeiten
- Romanische Kirche Santiago, erbaut im 12. Jahrhundert. Die Kirche wurde 1993 als Baudenkmal (Bien de Interés Cultural) klassifiziert.

## Weblinks

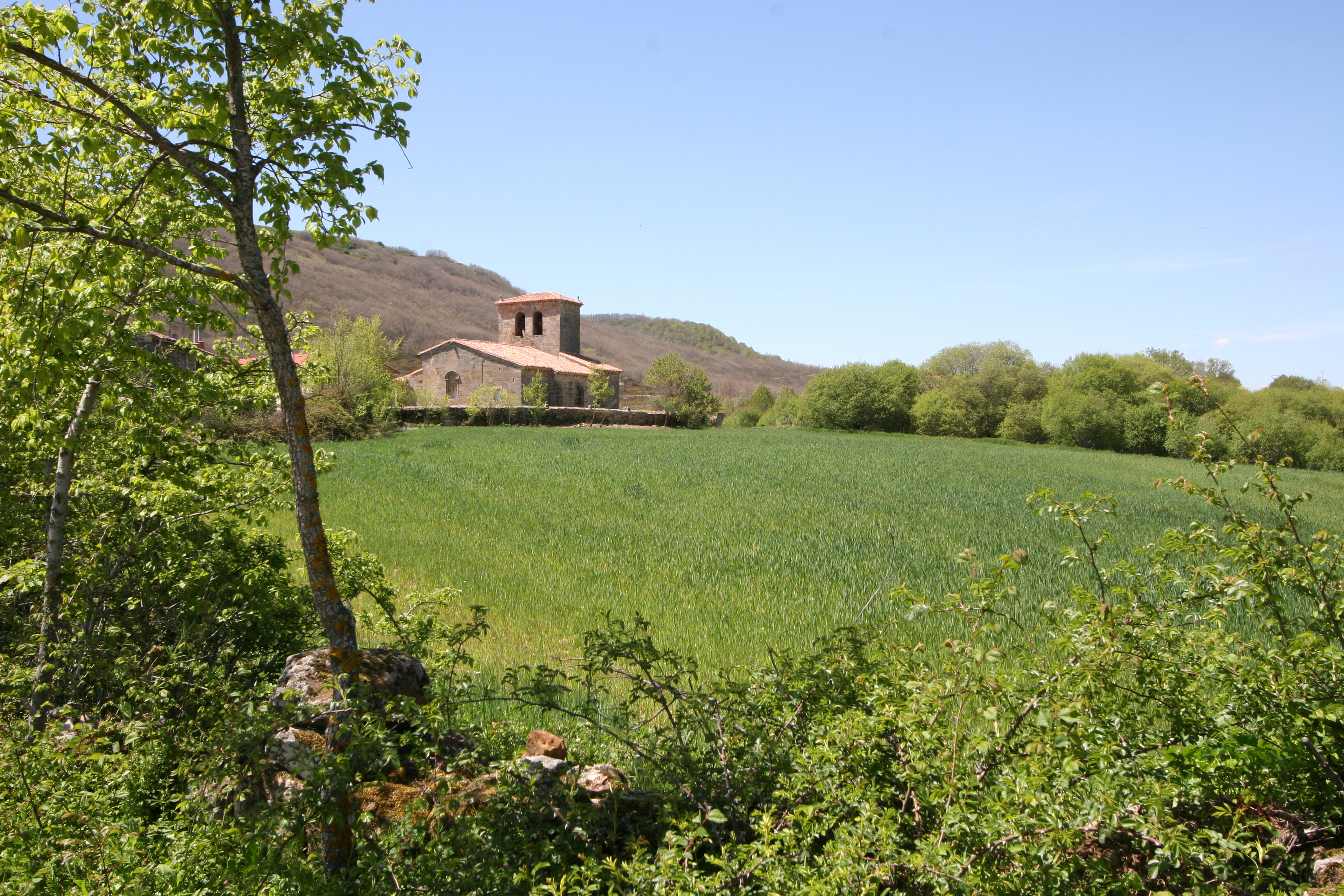
Kirche in Cezura